# Ctenus bomdilaensis
Ctenus bomdilaensis este o specie de păianjeni din genul Ctenus, familia Ctenidae, descrisă de Benoy Krishna Tikader și Malhotra, 1981. Conform Catalogue of Life specia Ctenus bomdilaensis nu are subspecii cunoscute.